# Gianluca Mancini
Gianluca Mancini (Pontedera, 17 de abril de 1996) é um futebolista italiano que atua como zagueiro. Atualmente, defende a Roma.

## Carreira

### Perugia
Mancini foi para Perugia por empréstimo em meados de 2015, com opção de compra. Mancini fez sua estreia profissional na Série B pelo Perugia em 11 de setembro de 2015, em um jogo contra o Pescara.
Após um breve retorno ao Florença, pelo clube extirpando a contra-opção, em 1º de agosto de 2016, a Fiorentina anunciou que havia vendido Mancini para Perugia completamente de graça. Mais tarde, foi revelado que a Fiorentina tinha direito a 50% da taxa de transferência futura.

### Atalanta
Em janeiro de 2017, Mancini e Alessandro Santopadre, filho de Massimiliano Santopadre, presidente de Perugia, foram contratados pela Atalanta por €200.000 e €1 milhão de taxas de transferência, respectivamente. Eles foram imediatamente emprestados de Atalanta para Perugia. O negócio foi posteriormente acusado pelo promotor de manipulação das taxas de transferência, o que exagerou o preço de Santopadre e subestimou Mancini. O presidente e os dois clubes foram absolvidos de qualquer irregularidade em julho de 2018.
Mancini fez sua estréia na Série A em um empate 1-1 contra sua ex-equipe Fiorentina, substituindo Rafael Tolói após 25 minutos.
Em 4 de fevereiro de 2018, ele marcou seu primeiro gol em um 1–0 para Atalanta contra o Chievo na Serie A.

### Roma
Em 17 de julho de 2019, Mancini se juntou à Roma por empréstimo com a obrigação condicional de comprar por € 13 milhões mais bônus e uma taxa de venda de 10 por cento.

## Carreira internacional
Em 1 de setembro de 2017, Mancini fez sua estreia internacional com a seleção italiana de sub-21, em uma derrota amistosa por 3 a 0 contra a Espanha.
Em 15 de março de 2019, Gianluca Mancini recebeu uma convocação de Roberto Mancini para os jogos de qualificação da Eurocopa da Itália contra a Finlândia e o Liechtenstein. Em 26 de março, ele fez sua estreia pela seleção principal com uma vitória em casa por 6 a 0 sobre o Liechtenstein.
Ele participou do Campeonato da Europa de Sub-21 de 2019.

## Estilo de jogo
Mancini é um zagueiro central alto e fisicamente forte, capaz de jogar em uma linha defensiva de três ou quatro homens. Entre seus pontos fortes está a excelente habilidade de cabecear, o que o torna uma provável ameaça de gol na área adversária. Além de sua posição regular, ele também pode jogar como full-back de lado direito um e um médio-defensivo, principalmente em caso de necessidade. Ele citou Marco Materazzi como seu defensor favorito de todos os tempos.

## Estatísticas de carreira

### Clube
- Atualizado até a partida jogada em 11 de Março de 2021[18]

| Clube             | Estação        | Liga           | Liga | Liga  | Copa nacional | Copa nacional | Continental | Continental | De outros | De outros | Total | Total |
| Clube             | Estação        | Divisão        | Apps | Metas | Apps          | Metas         | Apps        | Metas       | Apps      | Metas     | Apps  | Metas |
| ----------------- | -------------- | -------------- | ---- | ----- | ------------- | ------------- | ----------- | ----------- | --------- | --------- | ----- | ----- |
| Perugia           | 2015–16        | Serie B        | 12   | 0     | 2             | 0             | -           | -           | -         | -         | 14    | 0     |
| Perugia           | 2016–17        | Serie B        | 13   | 1     | 1             | 0             | -           | -           | 2         | 0         | 16    | 1     |
| Perugia           | Total          | Total          | 25   | 1     | 3             | 0             | -           | -           | 2         | 0         | 30    | 1     |
| Atalanta          | 2017–18        | série A        | 11   | 1     | 2             | 0             | 0           | 0           | -         | -         | 13    | 1     |
| Atalanta          | 2018–19        | série A        | 30   | 5     | 2             | 0             | 3           | 1           | -         | -         | 35    | 6     |
| Atalanta          | Total          | Total          | 41   | 6     | 4             | 0             | 3           | 1           | -         | -         | 48    | 7     |
| Roma (empréstimo) | 2019-20        | série A        | 32   | 1     | 2             | 0             | 7           | 0           | -         | -         | 41    | 1     |
| Roma              | 2020–21        | série A        | 23   | 4     | 1             | 0             | 3           | 1           | -         | -         | 27    | 5     |
| Roma              | Total          | Total          | 55   | 5     | 3             | 0             | 10          | 1           | -         | -         | 68    | 6     |
| Carreira total    | Carreira total | Carreira total | 121  | 12    | 10            | 0             | 13          | 2           | 2         | 0         | 146   | 14    |

## Títulos
Roma
- UEFA Europa Conference League: 2021–22[19]

Individual
- UEFA Europa League Squad of the Season: 2020–21[20]